# Max-Erik Ohlsson
Max-Erik Albert Ohlsson, född 28 juli 1902 i Limhamn, död 15 februari 1979 i Malmö, var en svensk fotograf, tecknare, journalist och författare.
Han var son till fartygsmaskinisten John Ohlsson och Ottilia Stefansen och från 1944 gift med Dagny Ingegärd Fremberg. Ohlsson studerade konst och fotografering en kortare period 1921 för Leon Fagercrantz och senare hos Franz Weyer, båda kända Malmöfotografer. Därefter öppnade han en fotoateljé 1924 men efter tre år blev han frilansfotograf. I början av 1930-talet fotograferade han gamla hus och bakgårdar i Malmö för att dokumentera stadens förändring och bevara delar av det äldre Malmö. Han var huvudsakligen autodidakt som konstnär. Han arbetade efter sin tid som ateljéfotograf som journalist för olika tidningar. Separat ställde han ut i Malmö ett flertal gånger och på Ystads konstmuseum, Krognoshuset, SDS-hallen i Malmö samt i samlingsutställningar med Skånes konstförening och Trelleborgs konstförening. Han utgav under namnet Ole Marskeland en självbiografi 1952. Som illustratör medverkade han i ett stort antal tidningar och han illustrerade Anders Ulrik Isbergs Ur min drömvärld 1927. Förutom teckningar består hans konst av porträtt, figurkompositioner och realistiska krigsbilder från andra världskriget. Ohlsson är representerad vid Malmö museum och Ystads konstmuseum. Han signerade sina texter och konst med Max-Erik, MEO och Marius.